# 2学期制
2学期制 是学校1年间的课程分为2个学期授课的制度。2学期制分为上学期和下学期，中间间隔2个长假，一般是暑假和寒假。

## 概要
2学期制是欧美学校1年间教育课程分为前期、后期的制度，可以是夏学期（4月 - 7月）、冬学期（9月 - 翌年3月）；春学期（1月-4月）、秋学期（9月-12月）。2学期制的学期中间隔2个长假，一个暑假、一个寒假。
日本的大学、短期大学、高等专门学校等高等教育的学校都是2学期制，中等教育以下3学期制居多，初等中等教育也有2学期制的。2009年，公立小学4668校（21.8％）、中学校2284校（23％），2学期制学校增加增多。

## 日本学校
北海道女满別町（今大空町）立女满別小学校的2学期制：
- 2002年度（年间授业日数205日）：星期六 完全休校，授业日约40日。

| 3学期制 | 1学期 （75日） | 夏 休 | 2学期 （86日） | 冬 休 | 冬 休 | 3学期 （44日） |  |
| 3学期制 |                | 25日  | 25日           | 25日  | 25日  | 25日           |  |
|         |                |       |                |       |       |                |  |

- 2003年度 （年间授业日数208日）：6日间秋休设定。10月8日开校纪念日、9·10日夏休2日移行、11日星期六、12日星期日、13日星期一。

|         | 1学期              | 1学期 | 1学期     |       | 2学期                | 2学期 | 2学期     |  |
| 2学期制 | 4/7 （112日） 7/26 | 夏 休 | 10/7 8/17 | 秋 休 | 10/14 （96日） 12/27 | 冬 休 | 3/24 1/20 |  |
| 2学期制 |                    | 23日  | 23日      | 6日   | 6日                  | 25日  | 25日      |  |
|         |                    |       |           |       |                      |       |           |  |